# Orthizema macrocerum
Orthizema macrocerum är en stekelart som först beskrevs av Hellen 1967.  Orthizema macrocerum ingår i släktet Orthizema och familjen brokparasitsteklar. Inga underarter finns listade i Catalogue of Life.